# Moyock
Moyock est une localité située en Caroline du Nord.

## Démographie
| 2000  | 2010  | - | - | - | - |
| ----- | ----- | - | - | - | - |
| 1 440 | 3 759 | - | - | - | - |